# 中野さや
中野 さや（なかの さや、7月4日 - ）は、日本の漫画家。埼玉県出身。血液型はAB型。
2006年、「ハッピー・エンド」（『りぼんオリジナル』6月号、集英社）でデビュー。2007年現在、『りぼん』（集英社）本誌の占いのページでイラストを担当。同じ『りぼん』の漫画家である春田なな・小桜池なつみ・北沢薫のアシスタントをしていたこともある。

## 作品
- ハッピー・エンド（デビュー作・りぼんオリジナル2006年5月号）
- 夜明けに太陽（2006年りぼん冬のびっくり大増刊号）
- 初恋（2007年夏休み大増刊号りぼんスペシャル）
- パワー オブ ラブ（2007年秋の大増刊号りぼんスペシャル）
- バイバイ ラブレター（りぼん2008年2月号）
- 星たちの夢（2008秋の大増刊号りぼんスペシャル）

## 出身校
- 東京デザイナー学院